# Crush - La storia di Tamina
Crush - La storia di Tamina è una serie televisiva italiana per ragazzi del 2023, diretta da Valentina Bertuzzi e prodotta da Stand by Me in collaborazione con Rai Kids.
Si tratta del secondo capitolo della serie Crush, dopo Crush - La storia di Stella e prima di Crush - La storia di Diego l'anno successivo .

## Trama
Tamina è una ragazzina afghana appassionata di calcio che è stata costretta a fuggire in Italia per la minaccia talebana nel suo paese, abbandonando la sua migliore amica Aisha e la sua famiglia che non hanno avuto le possibilità economiche di trasferirsi. Tutto è nuovo per lei, ma ben presto riesce a farsi vari amici. Appena arrivata in Italia Tamina chiede all'Atletico (la squadra di calcio della scuola) di far parte della squadra ma il capitano Frank la scaccia via per le sue origini straniere, così fonda una nuova squadra i Golden Eagles, che si scontrerà presto con l'Atletico. La ragazza si innamora anche di Roberto, l'ex ragazzo di Elena (amica di Tamina) che ricambiando il sentimento, continua a provarci con lei. Tuttavia, è anche il cugino di Frank e ciò non migliora le cose tra i due. Nonostante ciò Tamina e Roberto finiscono per baciarsi e quando Tamina lo dice a Elena, quest'ultima smette di parlarle per la rabbia così come il resto della squadra. Grazie al perspicace intervento di Roberto le due riescono a fare pace e rimettono insieme la squadra, prima di vincere contro l'Atletico.

## Personaggi
- Tamina: è una ragazzina afghana appassionata di calcio costretta a fuggire in Italia dai Talibani. In seguito diventa amica di Elena, è innamorata di Roberto ed è migliore amica di Aisha e imparerà a nuotare dato che la prima volta che è andata in spiaggia non è entrata in mare perché ha paura dell’acqua.

- Elena: è compagna di classe di Tamina, scoprirà che lei è innamorata del suo ex ragazzo Roberto ma poi fanno pace e insieme a Tamina formeranno una squadra chiamata Golden Eagles per battersi contro Frank.

- Aisha: la migliore amica di Tamina che le darà dei consigli nel corso della stagione e perde suo padre Samir, perché ucciso dai Talibani.

- Roberto: è stato il ragazzo di Elena ma poi si metterà con Tamina baciandola in piscina dove lavora lui come istruttore di nuoto.

- Frank: rivale di Tamina ed Elena.

## Sequel
Nel 2024 è stato distribuito Crush - La storia di Diego, terzo capitolo della serie, per la prima volta incentrato su un protagonista maschile. Anch'esso uscito su RaiPlay. 
Nel 2025, invece, è stato prodotto Crush - La storia di Matilde. 